# Mekhi Becton
Mekhi Becton (Highland Springs, 18 aprile 1999) è un giocatore di football americano statunitense che milita nel ruolo di offensive tackle per i Los Angeles Chargers della National Football League (NFL).

## Carriera universitaria
Becton disputò 13 partite di cui 11 come titolare per i Cardinals nel ruolo di tackle. Durante le prime quattro partite fu il miglior debuttante nelle classifiche di Pro Football Focus e durante le prime sette il miglior bloccatore della Atlantic Coast Conference. Nel 2018 fu nominato tackle destro titolare e iniziò come partente tutte le partite della stagione. Nell'ultima stagione fu inserito nella formazione ideale della ACC, optando per rinunciare all'ultimo anno nel college football e passare professionista.

## Carriera professionistica

### New York Jets
Becton fu scelto nel corso del primo giro (11º assoluto) del Draft NFL 2020 i New York Jets. Debuttò come professionista partendo come titolare nella gara del primo turno contro i Buffalo Bills. Nella settimana 3 fu costretto a lasciare la partita contro gli Indianapolis Colts per un infortunio alla spalla. La sua stagione da rookie si chiuse con 14 presenze, tutte tranne una come titolare.
Nella settimana 2 della stagione 2021 Becton subì un infortunio che lo fece inserire in lista infortunati.
Il 27 luglio 2022, dopo che George Fant fu spostato nel ruolo di tackle sinistro, Becton passó sul lato destro. L'8 agosto, durante il training camp, a Becton fu diagnosticata una frattura al ginocchio destro. Otto giorni dopo fu inserito in lista infortunati, perdendo l'intera stagione 2022.

### Philadelphia Eagles
Il 29 aprile 2024 Becton firmó un contratto di un anno con i Philadelphia Eagles. A fine stagione vinse il Super Bowl LIX battendo i Kansas City Chiefs per 40-22.

### Los Angeles Chargers
Il 15 marzo 2025 Becton firmò con i Los Angeles Chargers.

## Palmarès
- Super Bowl : 1

Philadelphia Eagles: LIX
- National Football Conference Championship:1

Philadelphia Eagles: 2024